# HC Košice
HC Košice – słowacki klub hokejowy z siedzibą w Koszycach.

## Dotychczasowe nazwy
- TJ Dukla Košice (1962−1966)
- TJ VSŽ Košice (1966−1998)
- HC Košice (1998−)

## Sukcesy

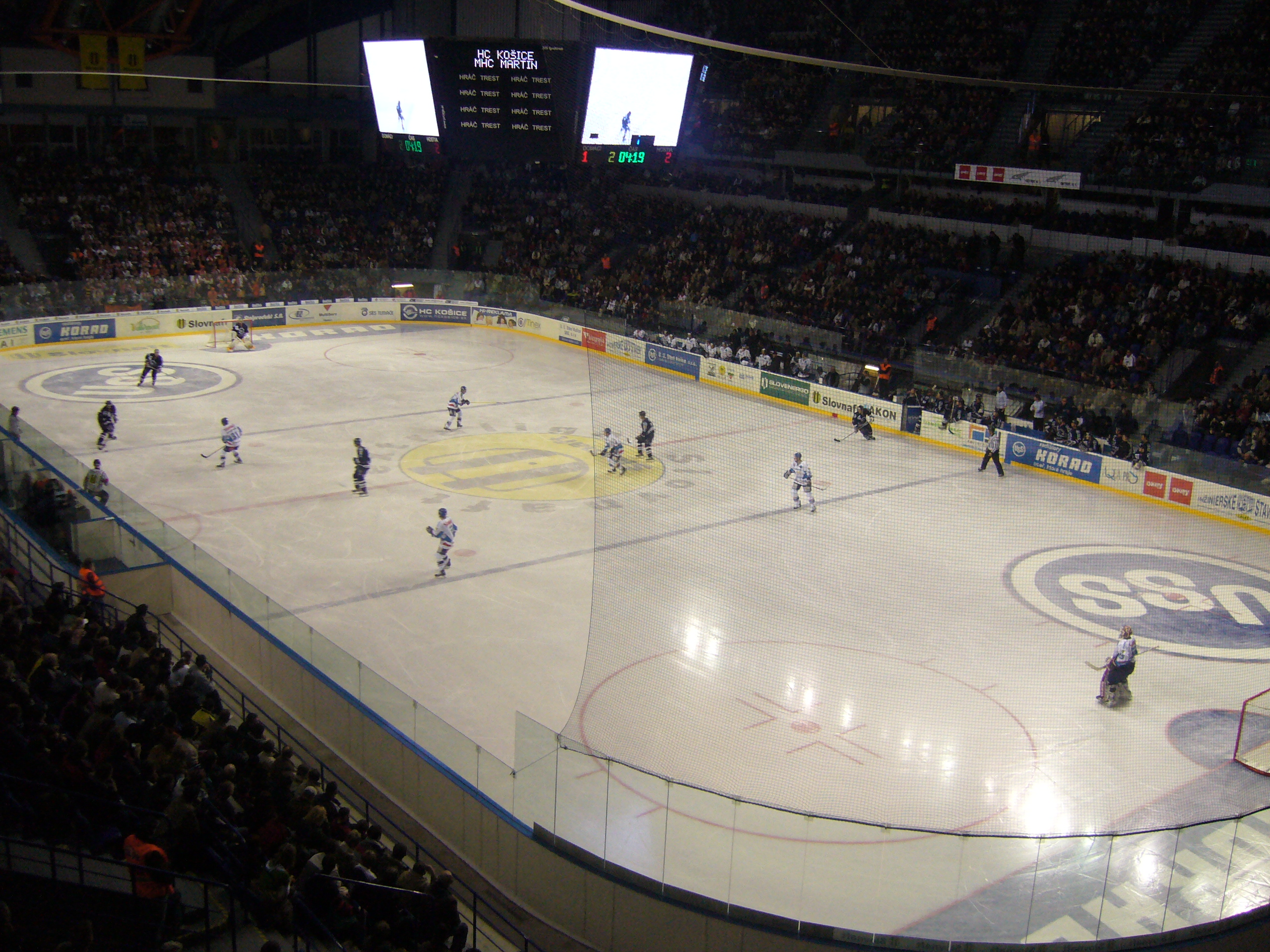
Steel Aréna podczas meczu ligowego (2007)

- Złoty medal mistrzostw Czechosłowacji: 1986, 1988
- Srebrny medal mistrzostw Czechosłowacji: 1985
- Brązowy medal mistrzostw Czechosłowacji: 1989
- Złoty medal mistrzostw Słowacji: 1995, 1996, 1999, 2009, 2010, 2011, 2014, 2015
- Srebrny medal mistrzostw Słowacji: 1994, 1997, 1998, 2003, 2008, 2012, 2013
- Brązowy medal mistrzostw Słowacji: 2002, 2007, 2016
- Puchar Tatrzański: 1978, 1979, 1982, 1986, 1987, 1988, 1992, 1993, 2008, 2017
- Puchar Kontynentalny: 1998
- Mecz o Superpuchar IIHF: 1998
- Drugie miejsce w Pucharze Kontynentalnym: 1999

## Szkoleniowcy
Trenerami drużyny byli m.in. Milan Staš, Miroslav Ihnačák, Antonín Stavjaňa. W 2014 trenerem bramkarzy w klubie został Marek Milý. Do początku października 2015 trenerami byli Peter Oremus i Roman Šimíček. Do 2017 trenerami klubu byli Rostislav Čada i Marcel Šimurda, a od maja 2017 Milan Jančuška, Ján Selvek, Jerguš Bača, od początku stycznia 2018 tymczasowo Marcel Šimurda i Peter Bartoš.